# Trisetaria ovata
Trisetaria ovata là một loài thực vật có hoa trong họ Hòa thảo. Loài này được (Pers.) Paunero miêu tả khoa học đầu tiên năm 1950.